# Филд, Патриция
Патриция Филд (англ. Patricia Field; род. 12 февраля 1941) — американская художница по костюмам, стилистка и модный дизайнер, лауреатка двух премий «Эмми» и номинантка на «Оскар».

## Жизнь и карьера
Патриция Филд родилась в Нью-Йорке в армяно-греческой семье. Она выросла в Астории, Квинс и добилась успехов в начале 1970-х разработав современные женские легинсы. Она является владельцем собственного бутика, Patricia Field.
Начиная с середины восьмидесятых Филд активно работала дизайнером по костюмам в кино и на телевидении. На съёмках фильма 1995 года «Рапсодия Майами» она познакомилась с Сарой Джессикой Паркер, с которой они позже стали друзьями и работали в сериале «Секс в большом городе» с 1998 по 2004 год. Филд выступала главным модельером и дизайнером по костюмам на протяжении всей трансляции сериала, за работу над этим проектом она получила пять номинаций на премию «Эмми» (выиграв одну из них). Позже она работала над сиквелами сериала: «Секс в большом городе» и «Секс в большом городе 2».
В 2006 году Филд работала над фильмом «Дьявол носит Prada» с Мэрил Стрип. Она получила номинации на премии «Оскар» за лучший дизайн костюмов и BAFTA за лучший дизайн костюмов. Она получила ещё одну номинацию на «Эмми» за работу над сериалом «Дурнушка» (2006—2010). Кроме того она работала над сериалами «Спин-Сити» (1998—2000), «Королева экрана» (2003—2006), «Грязные мокрые деньги» (2007) и «Кашемировая мафия» (2008), а также фильмами «Берегись, дама!», «Только сильнейшие», «Рапсодия Майами», «Замена», «Девушка из пригорода» и «Шопоголик». В 2012 году Филд выступила дизайнером в сериале «Американские реалии».
Филд открытая лесбиянка. На протяжении многих лет она находится в отношениях с дизайнером Ребеккой Вайнберг.
16 июля 2023 года Патриция презентовала свой дебютный документальный фильм «Happy Clothes».

## Награды и номинации

### Оскар
| Год  | Работа             | Категория              | Результат |
| ---- | ------------------ | ---------------------- | --------- |
| 2006 | Дьявол носит Prada | Лучший дизайн костюмов | Номинация |

### BAFTA
| Год  | Работа             | Категория              | Результат |
| ---- | ------------------ | ---------------------- | --------- |
| 2006 | Дьявол носит Prada | Лучший дизайн костюмов | Номинация |

### Эмми
| Год  | Работа                    | Категория                                                  | Результат |
| ---- | ------------------------- | ---------------------------------------------------------- | --------- |
| 1990 | Рок-сказки Матушки Гусыни | Лучший дизайн костюмов — Варьере или музыкальная программа | Победа    |
| 2000 | Секс в большом городе     | Лучший дизайн костюмов — Телесериал                        | Номинация |
| 2001 | Секс в большом городе     | Лучший дизайн костюмов — Телесериал                        | Номинация |
| 2002 | Секс в большом городе     | Лучший дизайн костюмов — Телесериал                        | Победа    |
| 2003 | Секс в большом городе     | Лучший дизайн костюмов — Телесериал                        | Номинация |
| 2004 | Секс в большом городе     | Лучший дизайн костюмов — Телесериал                        | Номинация |
| 2009 | Дурнушка                  | Лучший дизайн костюмов — Телесериал                        | Номинация |

### Costume Designers Guild Awards
| Год  | Работа                | Категория                                       | Результат |
| ---- | --------------------- | ----------------------------------------------- | --------- |
| 2000 | Секс в большом городе | Лучший дизайн костюмов — Современный телесериал | Победа    |
| 2001 | Секс в большом городе | Лучший дизайн костюмов — Современный телесериал | Победа    |
| 2002 | Секс в большом городе | Лучший дизайн костюмов — Современный телесериал | Номинация |
| 2003 | Секс в большом городе | Лучший дизайн костюмов — Современный телесериал | Номинация |
| 2004 | Секс в большом городе | Лучший дизайн костюмов — Современный телесериал | Номинация |
| 2005 | Секс в большом городе | Лучший дизайн костюмов — Современный телесериал | Победа    |
| 2007 | Дьявол носит Prada    | Лучший дизайн костюмов — Современный кинофильм  | Номинация |
| 2009 | Дурнушка              | Лучший дизайн костюмов — Современный телесериал | Победа    |
| 2010 | Дурнушка              | Лучший дизайн костюмов — Современный телесериал | Номинация |

### Премия «Спутник»
| Год  | Работа             | Категория              | Результат |
| ---- | ------------------ | ---------------------- | --------- |
| 2006 | Дьявол носит Prada | Лучший дизайн костюмов | Победа    |